# 張大猷 (提督江南總兵官)
張大猷（？—1652年）， 漢軍鑲黃旗人，初籍遼陽。天命六年，努爾哈赤克遼陽，當時張大猷為明千總，自廣寧歸降，授牛彔額真。崇德三年，授刑部理事官。尋擢漢軍梅勒額真。四年，更定漢軍旗制，授鑲黃旗梅勒額真。五年，從睿親王多爾袞圍錦州，率本旗兵攻下五里臺及晾馬山、馬家湖又克金塔口臺。六年，從鄭親王濟爾哈朗圍錦州，明軍騎兵自松山突擊，謀奪紅衣大砲，被張大猷擊退。復與固山額真劉之源等攻克塔山、杏山等地。論功，進二等甲喇章京。七年，遷兵部參政。十月，隨貝勒阿巴泰伐明，破明總督范志完軍。八年，從攻寧遠，取中後所、前屯衞，進世職一等。
順治元年，從固山額真葉臣攻山西，克太原，與固山額真李國翰招撫各郡縣。二年，隨大軍定江南，同都統吳守進率兵攻浙江；至石門縣，明兵自錢塘夜襲，被張大猷擊退。進攻嘉興府時，與都統格恩圖擊敗自城中出戰的明軍，佔嘉興府。先後攻取揚州、崑山、常熟、江陰等郡縣。三年，與巴山率兵鎮守江寧，總管漢軍及綠旗兵。旋授提督江南總兵官。論功，進世職三等梅勒章京。六年，率兵勦六安州山賊，斬張福寰，進世職三等精奇尼哈番。九年，卒。三傳，降襲三等阿思哈尼番。乾隆初，定封三等男。